# Торткуль (Ордабасинский район)
Торткуль (каз. Төрткүл, до 2018 — Тортколь) — село в Ордабасинском районе Туркестанской области Казахстана. Административный центр Торткульского сельского округа. Код КАТО — 514653100.

## Население
В 1999 году население села составляло 5991 человек (3016 мужчин и 2975 женщин). По данным переписи 2009 года, в селе проживали 6762 человека (3366 мужчин и 3396 женщин).